# Paris Saint-Germain in het seizoen 2013/14
In het seizoen 2013/2014 kwam Paris Saint-Germain uit in de Franse Ligue 1. Het seizoen begon voor PSG op 3 augustus 2013 met een wedstrijd om de Franse Supercup tegen Girondins Bordeaux. Verder zal PSG proberen zijn titel uit het seizoen 2012/13 te verdedigen in de Ligue 1, uitkomen in de nationale bekertoernooien Coupe de France en Coupe de la Ligue, en actief zijn in de groepsfase van de UEFA Champions League.

## Wedstrijden

### Vriendschappelijk
| Datum        | Thuis               | Uitslag | Uit                 | Doelpuntenmakers (Paris Saint-Germain) |
| ------------ | ------------------- | ------- | ------------------- | -------------------------------------- |
| 9 juli 2013  | Sturm Graz          | 3-1     | Paris Saint-Germain | Ongenda                                |
| 12 juli 2013 | Rapid Wien          | 1-2     | Paris Saint-Germain | Pastore, Gameiro                       |
| 23 juli 2013 | Hammarby IF         | 0-2     | Paris Saint-Germain | Chantôme, Ongenda                      |
| 27 juli 2013 | Paris Saint-Germain | 0-1     | Real Madrid         |                                        |

### Trophée des Champions 2013
| Datum           | Thuis               | Uitslag | Uit                | Doelpuntenmakers (Paris Saint-Germain) |
| --------------- | ------------------- | ------- | ------------------ | -------------------------------------- |
| 3 augustus 2013 | Paris Saint-Germain | 2 - 1   | Girondins Bordeaux | Ongenda, Alex                          |

### Ligue 1
| Datum             | Thuis               | Uitslag | Uit                 | Doelpuntenmakers (Paris Saint-Germain) |
| ----------------- | ------------------- | ------- | ------------------- | -------------------------------------- |
| 9 augustus 2013   | Montpellier HSC     | 1 - 1   | Paris Saint-Germain | Maxwell                                |
| 18 augustus 2013  | Paris Saint-Germain | 1 - 1   | AC Ajaccio          | Cavani                                 |
| 25 augustus 2013  | FC Nantes           | 1 - 2   | Paris Saint-Germain | Cavani, Lavezzi                        |
| 31 augustus 2013  | Paris Saint-Germain | -       | EA Guingamp         |                                        |
| 14 september 2013 | Girondins Bordeaux  | -       | Paris Saint-Germain |                                        |
| 22 september 2013 | Paris Saint-Germain | -       | AS Monaco           |                                        |

Bijgaand een overzicht van de spelers, die namens PSG uitkwamen in de Ligue 1 in het seizoen 2013/14 onder leiding van eerstejaars trainer-coach Laurent Blanc.
| Naam                 | Min.  | Duels | B  | Werd in het veld gebracht | Werd van het veld gehaald | Goal | Kreeg geel | Kreeg voor de tweede keer geel en dus rood | Weggestuurd |
| -------------------- | ----- | ----- | -- | ------------------------- | ------------------------- | ---- | ---------- | ------------------------------------------ | ----------- |
| Salvatore Sirigu     | 3330' | 37    | 37 | 0                         | 0                         | 0    | 0          | 0                                          | 0           |
| Lucas Moura          | 1934' | 36    | 18 | 18                        | 11                        | 5    | 2          | 0                                          | 0           |
| Blaise Matuidi       | 2554' | 36    | 27 | 9                         | 4                         | 5    | 4          | 0                                          | 0           |
| Zlatan Ibrahimović   | 2772' | 33    | 32 | 1                         | 6                         | 26   | 7          | 0                                          | 0           |
| Ezequiel Lavezzi     | 1884' | 32    | 24 | 8                         | 22                        | 9    | 2          | 0                                          | 0           |
| Thiago Motta         | 2541' | 32    | 31 | 1                         | 8                         | 3    | 7          | 0                                          | 1           |
| Alex                 | 2607' | 31    | 30 | 1                         | 6                         | 2    | 6          | 0                                          | 0           |
| Edinson Cavani       | 2297' | 30    | 25 | 5                         | 5                         | 16   | 2          | 0                                          | 0           |
| Javier Pastore       | 1576' | 29    | 18 | 11                        | 10                        | 1    | 2          | 0                                          | 0           |
| Marco Verratti       | 1988' | 29    | 23 | 6                         | 11                        | 0    | 10         | 0                                          | 0           |
| Thiago Silva         | 2386' | 28    | 28 | 0                         | 2                         | 3    | 1          | 0                                          | 0           |
| Adrien Rabiot        | 1177' | 25    | 12 | 13                        | 6                         | 2    | 2          | 0                                          | 0           |
| Gregory van der Wiel | 2158' | 25    | 24 | 1                         | 1                         | 0    | 2          | 0                                          | 0           |
| Maxwell              | 2089' | 24    | 23 | 1                         | 0                         | 3    | 2          | 0                                          | 0           |
| Marquinhos           | 1652' | 21    | 17 | 4                         | 0                         | 2    | 3          | 0                                          | 0           |
| Jérémy Ménez         | 682'  | 16    | 7  | 9                         | 4                         | 2    | 2          | 0                                          | 0           |
| Yohan Cabaye         | 818'  | 15    | 9  | 6                         | 4                         | 0    | 2          | 0                                          | 0           |
| Lucas Digne          | 1336' | 15    | 15 | 0                         | 1                         | 0    | 3          | 0                                          | 0           |
| Christophe Jallet    | 1084' | 13    | 13 | 0                         | 2                         | 0    | 1          | 0                                          | 0           |
| Zoumana Camara       | 337'  | 6     | 2  | 4                         | 0                         | 0    | 0          | 0                                          | 0           |
| Hervin Ongenda       | 232'  | 6     | 2  | 4                         | 1                         | 0    | 1          | 0                                          | 0           |
| Kingsley Coman       | 37'   | 2     | 0  | 2                         | 0                         | 0    | 0          | 0                                          | 0           |
| Nicolas Douchez      | 90'   | 1     | 1  | 0                         | 0                         | 0    | 0          | 0                                          | 0           |
|                      |       |       |    |                           |                           |      |            |                                            |             |
| Mike Maignan         | 0     | 0     | 0  | 0                         | 0                         | 0    | 0          | 0                                          | 0           |
| Mamadou Sakho        | 0     | 0     | 0  | 0                         | 0                         | 0    | 0          | 0                                          | 0           |
| Alvin Arrondel       | 0     | 0     | 0  | 0                         | 0                         | 0    | 0          | 0                                          | 0           |
| Pierre Bourdin       | 0     | 0     | 0  | 0                         | 0                         | 0    | 0          | 0                                          | 0           |
| Mory Diaw            | 0     | 0     | 0  | 0                         | 0                         | 0    | 0          | 0                                          | 0           |
| Romuald Lacazette    | 0     | 0     | 0  | 0                         | 0                         | 0    | 0          | 0                                          | 0           |
| Jean-Eudes Maurice   | 0     | 0     | 0  | 0                         | 0                         | 0    | 0          | 0                                          | 0           |
| Roli Pereira de Sa   | 0     | 0     | 0  | 0                         | 0                         | 0    | 0          | 0                                          | 0           |
| Kalifa Traoré        | 0     | 0     | 0  | 0                         | 0                         | 0    | 0          | 0                                          | 0           |

## Wedstrijden
| №                     | Datum                 | Aanvang               | Wedstrijd                                   | Uitslag               |
| Trophée des Champions | Trophée des Champions | Trophée des Champions | Trophée des Champions                       | Trophée des Champions |
| --------------------- | --------------------- | --------------------- | ------------------------------------------- | --------------------- |
| 1                     | 03.08.2013            | 20:45 uur             | Paris Saint-Germain – Girondins Bordeaux    | 2–1                   |
| Ligue 1               |                       |                       |                                             |                       |
| 1                     | 09.08.2013            | 20:30 uur             | Montpellier HSC – Paris Saint-Germain       | 1–1                   |
| 2                     | 18.08.2013            | 21:00 uur             | Paris Saint-Germain – AC Ajaccio            | 1–1                   |
| 3                     | 25.08.2013            | 21:00 uur             | FC Nantes – Paris Saint-Germain             | 1–2                   |
| 4                     | 31.08.2013            | 17:00 uur             | Paris Saint-Germain – EA Guingamp           | 2–0                   |
| 5                     | 13.09.2013            | 20:30 uur             | Girondins Bordeaux – Paris Saint-Germain    | 0–2                   |
| 6                     | 22.09.2013            | 21:00 uur             | Paris Saint-Germain – AS Monaco             | 1–1                   |
| 7                     | 25.09.2013            | 19:00 uur             | Valenciennes FC – Paris Saint-Germain       | 0–1                   |
| 8                     | 28.09.2013            | 17:00 uur             | Paris Saint-Germain – Toulouse FC           | 2–0                   |
| 9                     | 06.10.2013            | 21:00 uur             | Olympique Marseille – Paris Saint-Germain   | 1–2                   |
| 10                    | 19.10.2013            | 17:00 uur             | Paris Saint-Germain – SC Bastia             | 4–0                   |
| 11                    | 27.10.2013            | 21:00 uur             | AS Saint-Étienne – Paris Saint-Germain      | 2–2                   |
| 12                    | 01.11.2013            | 20:30 uur             | Paris Saint-Germain – FC Lorient            | 4–0                   |
| 13                    | 09.11.2013            | 17:00 uur             | Paris Saint-Germain – OGC Nice              | 3–1                   |
| 14                    | 23.11.2013            | 17:00 uur             | Stade Reims – Paris Saint-Germain           | 0–3                   |
| 15                    | 01.12.2013            | 21:00 uur             | Paris Saint-Germain – Olympique Lyon        | 4–0                   |
| 16                    | 04.12.2013            | 21:00 uur             | Évian Thonon Gaillard – Paris Saint-Germain | 2–0                   |
| 17                    | 07.12.2013            | 17:00 uur             | Paris Saint-Germain – FC Sochaux            | 5–0                   |
| 18                    | 14.12.2013            | 17:00 uur             | Stade Rennes – Paris Saint-Germain          | 1–3                   |
| 19                    | 22.12.2013            | 21:00 uur             | Paris Saint-Germain – Lille OSC             | 2–2                   |
| 20                    | 11.01.2014            | 17:00 uur             | AC Ajaccio – Paris Saint-Germain            | 1–2                   |
| 21                    | 19.01.2014            | 21:00 uur             | Paris Saint-Germain – FC Nantes             | 5–0                   |
| 22                    | 25.01.2014            | 17:00 uur             | EA Guingamp – Paris Saint-Germain           | 1–1                   |
| 23                    | 31.01.2014            | 20:30 uur             | Paris Saint-Germain – Girondins Bordeaux    | 2–0                   |
| 24                    | 09.02.2014            | 21:00 uur             | AS Monaco – Paris Saint-Germain             | 1–1                   |
| 25                    | 14.02.2014            | 20:30 uur             | Paris Saint-Germain – Valenciennes FC       | 3–0                   |
| 26                    | 23.02.2014            | 14:00 uur             | Toulouse FC – Paris Saint-Germain           | 2–4                   |
| 27                    | 02.03.2014            | 21:00 uur             | Paris Saint-Germain – Olympique Marseille   | 2–0                   |
| 28                    | 08.03.2014            | 16:30 uur             | SC Bastia – Paris Saint-Germain             | 0–3                   |
| 29                    | 16.03.2014            | 21:00 uur             | Paris Saint-Germain – AS Saint-Étienne      | 2–0                   |
| 30                    | 21.03.2014            | 20:30 uur             | FC Lorient – Paris Saint-Germain            | 0–1                   |
| 31                    | 28.03.2014            | 20:30 uur             | OGC Nice – Paris Saint-Germain              | 0–1                   |
| 32                    | 05.04.2014            | 17:00 uur             | Paris Saint-Germain – Stade Reims           | 3–0                   |
| 33                    | 13.04.2014            | 21:00 uur             | Olympique Lyon – Paris Saint-Germain        | 1–0                   |
| 34                    | 23.04.2014            | 18:30 uur             | Paris Saint-Germain – Évian Thonon Gaillard | 1–0                   |
| 35                    | 27.04.2014            | 14:00 uur             | FC Sochaux – Paris Saint-Germain            | 1–1                   |
| 36                    | 07.05.2014            | 21:00 uur             | Paris Saint-Germain – Stade Rennes          | 1–2                   |
| 37                    | 10.05.2014            | 21:00 uur             | Lille OSC – Paris Saint-Germain             | 1–3                   |
| 38                    | 17.05.2014            | 21:00 uur             | Paris Saint-Germain – Montpellier HSC       | 4–0                   |
| UEFA Champions League |                       |                       |                                             |                       |
| Groep C               | 17.09.2013            | 20:45 uur             | Olympiakos Piraeus – Paris Saint-Germain    | 1–4                   |
| Groep C               | 02.10.2013            | 20:45 uur             | Paris Saint-Germain – SL Benfica            | 3–0                   |
| Groep C               | 23.10.2013            | 20:45 uur             | RSC Anderlecht – Paris Saint-Germain        | 0–5                   |
| Groep C               | 05.11.2013            | 20:45 uur             | Paris Saint-Germain – RSC Anderlecht        | 1–1                   |
| Groep C               | 27.11.2013            | 20:45 uur             | Paris Saint-Germain – Olympiakos Piraeus    | 2–1                   |
| Groep C               | 10.12.2013            | 20:45 uur             | SL Benfica – Paris Saint-Germain            | 2–1                   |
| Achtste finale        | 18.02.2014            | 20:45 uur             | Bayer Leverkusen – Paris Saint-Germain      | 0–4                   |
| Achtste finale        | 12.03.2014            | 20:45 uur             | Paris Saint-Germain – Bayer Leverkusen      | 2–1                   |
| Kwartfinale           | 02.04.2014            | 20:45 uur             | Paris Saint-Germain – Chelsea FC            | 3–1                   |
| Kwartfinale           | 08.04.2014            | 20:45 uur             | Chelsea FC – Paris Saint-Germain            | 2–0                   |
| Coupe de France       |                       |                       |                                             |                       |
| 9e ronde              | 08.01.2014            | 19:00 uur             | Stade Brest – Paris Saint-Germain           | 2–5                   |
| 10e ronde             | 22.01.2014            | 20:55 uur             | Paris Saint-Germain – Montpellier HSC       | 1–2                   |
| Coupe de la Ligue     |                       |                       |                                             |                       |
| Achtste finale        | 18.12.2013            | 20:55 uur             | Paris Saint-Germain – AS Saint-Étienne      | 2–1                   |
| Kwartfinale           | 14.01.2014            | 21:00 uur             | Girondins Bordeaux – Paris Saint-Germain    | 1–3                   |
| Halve finale          | 04.02.2014            | 21:00 uur             | FC Nantes – Paris Saint-Germain             | 1–2                   |
| Finale                | 19.04.2014            | 21:00 uur             | Olympique Lyon – Paris Saint-Germain        | 1–2                   |

## Prijzen
| Trophée des Champions 2013    |
| ----------------------------- |
| Paris Saint-Germain 3de titel |

| Coupe de la Ligue 2014        |
| ----------------------------- |
| Paris Saint-Germain 4de titel |

2010/11 · 
2011/12 · 
2012/13 · 
2013/14 · 
2014/15 · 
2015/16 · 
2016/17 ·
2017/18 · 
2018/19 · 
2019/20 · 
2020/21